# Одесская морская академия
Национальный университет «Одесская морская академия» (укр. Національний університет «Одеська морська академія» ) — высшее морское учебное заведение Украины, расположенное в Одессе.

## История
7 июня 1944 года было образовано новое учебное заведение - Одесское высшее мореходное училище (ОВМУ).
В 1948 году коллектив учащихся и преподавателей ОВМУ отличился в ситуации спасения теплохода «Победа», на котором 1 сентября 1948 года произошёл крупный пожар. Министром морского флота Н. В. Новиковым, 30 декабря 1948 года был издан приказ «О награждении курсантов и преподавателей Одесского высшего мореходного училища, отличившихся в борьбе за спасение пассажиров и теплохода „Победа“».
В 1954 году в училище функционировало три факультета (судоводительский, судомеханический, электромеханический) и заочное отделение.
29 мая 1958 года ОВМУ было переименовано в Одесское высшее инженерное морское училище (ОВИМУ).
7 июня 1974 года, в честь 30-летия образования ОВИМУ, училищу было присвоено почётное звание «имени Ленинского Комсомола».
В 1987 году для академии было построено учебное судно — трёхмачтовый парусный фрегат «Дружба» (поставлено на прикол в связи с отсутствием финансирования в начале 2000-х годов).
26 апреля 1991 года ОВИМУ было переименовано в Одесскую государственную морскую академию (ОГМА).
21 сентября 2002 года ОГМА был присвоен статус "Национальный" — Одесская национальная морская академия (ОНМА).
21 августа 2008 года в академии закрыли заочный факультет.
6 октября 2008 года в Практической гавани Одесского порта начался пожар на учебно-производственном судне «Лесозаводск» Одесской национальной морской академии, в результате судно получило повреждения, человеческих жертв не было.
В сентябре 2009 года в курс «Основы безопасности жизнедеятельности» для курсантов и студентов академии введены обзорные моменты по поведению членов экипажа при захвате в плен или в заложники.
В академию, в конце марта 2014 года, для продолжения обучения, были переведены Севастопольские курсанты Академии военно-морских сил Украины им. П. С. Нахимова. В общей сложности Крым покинули более 20 % преподавательского состава и 30 % курсантов (по другим данным, в Одессу переехали 25 % преподавательского состава и 40 % курсантов).
В дальнейшем, в соответствии с постановлением Кабинета министров Украины № 163 от 4 июня 2014, в составе академии был сформирован военно-морской факультет. Курсанты факультета будут проходить стажировку на кораблях НАТО
15 июня 2015 года Кабинет Министров Украины распоряжением № 623-р реорганизовал Одесскую национальную морскую академию в Национальный университет «Одесская морская академия».
25 августа 2015 года Президент Украины Петр Порошенко своим указом поддержал предложение Кабинета министров Украины относительно сохранения статуса "Национальный" за Национальным университетом «Одесская морская академия».
В марте 2022 года в связи с вторжением Российской Федерации на Украину, институт предоставил возможность студентам из временно оккупированных районов Украины продолжить обучение у них.

## Описание университета
Национальный университет «Одесская морская академия» — высшее морское учебное заведение Украины, имеющее международное признание и авторитет. Министерством образования и науки Украины университет аккредитован по IV (высшему) уровню.
Все инженерные специальности университета аккредитованы Институтом морской техники, науки и технологий (IMarEST) Великобритании. Последняя аккредитация инженерных специальностей проведена IMarEST в июне 2018 года. Срок действия - 5 лет. Специальность «Судовождение» аккредитована Морским институтом (NI) Великобритании.
НУ «ОМА» является авторитетным членом Международной ассоциации морских университетов. Ученые и преподаватели активно участвуют в международных форумах, которые проводятся Международной морской организацией (IMO) при ООН, ведущими морскими учебными и научными организациями мира. В университете действует система менеджмента качества по стандарту ISO 9001-2000 (Бюро Веритас, 2016 год, 2018 год).
За годы своей деятельности в НУ «ОМА» подготовлено около 40 тысяч специалистов для морского флота бывшего СССР, Украины и 45 иностранных государств. 8 выпускников удостоены звания Героя труда, 5 выпускников стали лауреатами Государственных премий, 10 — заслуженными работниками образования и науки Украины, свыше 300 выпускников награждены знаком «Почётный работник морского флота».

## Научные школы
В университете осуществляются исследования по развитию международной морской политики, экономики, национальной системы морского образования, безопасности мореплавания, судовождения, технической эксплуатации флота; интегрированных интеллектуальных комплексов и систем; технологии судоремонта; технологического оснащения; технического менеджмента; глобальной морской радиосвязи; систем навигационного оснащения и гидрографического обеспечения Украины и ряду других.
За 1991—2006 годы академией выполнено свыше 250 научных разработок, защищено 17 докторских и 42 кандидатские диссертации, опубликовано 68 монографий, получено 52 авторских свидетельства и патента.
В НУ «ОМА» издаются периодические сборники научных работ, входящие в перечень рекомендованных МОН Украины профильных изданий: «Судовождение» и «Автоматизация судовых технических средств».
Функционирует специализированный ученый совет по присуждению ученых степеней доктора и кандидата технических наук по специальностям "Эксплуатация и ремонт средств транспорта", "Судовые энергетические установки",  "Навигация и управление судном".

## Факультеты, институты, центры и структурные подразделения
- Учебно-научный институт навигации
- Учебно-научный институт инженерии
- Учебно-научный институт автоматики и электромеханики
- Учебно-научный институт морского права и менеджмента

- Институт Военно-Морских Сил,
- Азовский морской институт НУ «ОМА»,
- Дунайский институт НУ «ОМА»,
- Мореходный колледж технического флота НУ «ОМА»,
- Мореходное училище им. А. И. Маринеско НУ «ОМА»,
- Центр післядипломної освіти спеціалістів транспортної інфраструктури
- Учебный отдел по работе с иностранными студентами,
- Центр выживания в экстремальных условиях НУ «ОМА»,
- Институт последипломного образования «Центр подготовки и аттестации плавсостава»,
- Учебно-тренажерный центр Глобальной морской связи для обеспечения безопасности,
- Медицинский центр «Академмарин»,
- Учебный центр «Марин Лингва»,
- Учебно-методический центр довузовской подготовки,
- Центр «Издатинформ»,
- Отдел рекламы и связей с общественностью и ряд иных вспомогательных подразделений.

В университете функционирует кафедра военной подготовки, которая осуществляет подготовку офицеров запаса военно-морских сил Украины по двенадцати военно-учётным специальностям.
На базе университета работает Научно-методическая комиссия по направлению «Судовождение и энергетика судов» Министерства образования и науки Украины.

## Корпуса и кампусы
База университета: 7 учебных корпусов;учебное парусное судно «Дружба»; курсантский городок (экипаж) с 4 жилыми корпусами; спорткомплекс; плавательный бассейн олимпийского класса; оборудованный современной диагностической техникой медико-санитарная часть (Медицинский центр); оснащённая современным оборудованием столовая на 1200 посадочных мест; кафе; клуб; два актовых зала, один из которых оснащен широкоформатной мультимедийной техникой; музей.
У входа в центральный корпус стоит скульптура молдавского скульптора Вячеслава Жиглицкого

## Почётные доктора и выпускники
- Миюсов Михаил Валентинович — д.т. н., профессор, заслуженный работник образования Украины, почётный работник морского и речного флота Украины, заведующий кафедрой автоматизации дизельных и газотурбинных установок, ректор.
- Голиков Владимир Антонович — д.т. н., профессор, заслуженный работник народного образования Украины, заведующий кафедрой технической эксплуатации флота.
- Голубев Виталий Константинович — к.т. н., профессор, заслуженный работник народного образования Украины, почётный работник морского флота СССР, первый проректор ОНМА 1981-2008 г.г.
- Залетов Василий Михайлович — профессор, почётный работник морского флота СССР, заслуженный работник высшей школы Украинской ССР, начальник Одесской государственной морской академии (ОГМА) 1974-2000 г.г.
- Зотеев Евгений Степанович — к.ф.-м.н., профессор, почётный работник морского флота СССР, выпускник 1-го выпуска (1949 г.), автор учебника «Основы морского судовождения» (в соавторстве с проф. Ермолаевым Г. Г.), выдержавшего 6 изданий на русском и английском языках.
- Котриков Ким Павлович — к.т. н., профессор, начальник электромеханического факультета с 1959 по 2000 г., почётный работник морского флота СССР.
- Козырь Лоран Антонович — к.т. н., профессор, декан факультета судовождения 1989-1999 г.г., почётный работник морского и речного транспорта Украины.
- Колегаев Михаил Александрович — к.т. н., профессор, почётный работник морского и речного транспорта Украины, декан судомеханического факультета, заведующий кафедрой безопасности жизнедеятельности.
- Козьминых Анатолий Васильевич — д.т. н., профессор, заслуженный деятель науки и техники Украины, почётный работник морского флота СССР, начальник факультета автоматики 1989-1996 г.г.
- Кузнецова Инесса Васильевна — д.п.н., профессор, заведующая кафедрой философии, заслуженный деятель науки и техники, отличник народного образования Украины, почётный работник морского и речного транспорта Украины.
- Ланчуковский Владимир Ильич — к.т. н., профессор, почётный секретарь Одесского отделения Института морской техники, науки и технологии.
- Цымбал Николай Николаевич — д.т. н., профессор, почётный работник морского и речного транспорта Украины, декан факультета морского судовождения.
- Дондуа Сергей Леванович — выпускник (заочное отделение) 1957 года. Первый капитан флагмана пассажирского флота СССР, турбохода «Максим Горький», Герой Социалистического Труда.
- Гарбарчук Владимир Иванович — д.т.н, профессор, Академик Украинской Академии Информатики, зав. кафедрой и профессор Люблинской политехники (РП), выпускник 1967 года факультета автоматики ОВИМУ.